# Lyrocarpa
Lyrocarpa Hook. & Harv. – rodzaj roślin z rodziny kapustowatych. Obejmuje trzy gatunki występujące w południowo-zachodniej części Stanów Zjednoczonych (Kalifornia i Arizona) oraz w północno-zachodnim Meksyku. 
Nazwa naukowa rodzaju utworzona została z greckich słów lyra i karpos oznaczających lirę i owoc, w nawiązaniu do kształtu owoców.

## Morfologia
PokrójRośliny jednoroczne (L. xanti) i półkrzewy o drewniejącej szyi korzeniowej, pokryte rozgałęzionymi włoskami. Łodygi prosto wzniesione lub podnoszące się, rozgałęzione w górnej części pędu.
LiścieWyrastają wzdłuż łodygi (nie skupiają się w rozetę przyziemną), są ogonkowe, blaszki ząbkowane i zwykle pierzastodzielne lub wcinane, rzadko są całobrzegie.
KwiatyZebrane w grona silnie wydłużające się w czasie owocowania. Szypułki kwiatowe cienkie, wzniesione lub odstające. Działki kielicha cztery, równowąskie lub równowąsko owalne, wzniesione, wewnętrzna para workowato rozdęta u nasady. Płatki korony cztery, żółtawe do purpurowobrązowych, równowąskie do łopatkowatych, znacznie dłuższe od działek, czasem skręcone, z wyraźnym paznokciem. Pręcików 6, wyraźnie czterosilnych; 4 wewnętrzne dłuższe od 2 zewnętrznych, na nitkach cienkich, nie spłaszczonych; z pylnikami równowąskimi. Zalążnia z 6–20 zalążkami, wyraźną lub zredukowaną szyjką słupka zwieńczoną główkowatym, wyraźnie dwudzielnym znamieniem.
OwoceŁuszczyny i łuszczynki, kształtu sercowatego lub rozszerzone w dolnej i górnej części, przewęziste, nagie lub owłosione. Nasiona koliste, spłaszczone i nieoskrzydlone.

## Systematyka
Rodzaj roślin z plemienia Physarieae w obrębie rodziny kapustowatych Brassicaceae.
Wykaz gatunków
- Lyrocarpa coulteri Hook. & Harv.
- Lyrocarpa linearifolia Rollins
- Lyrocarpa xanti Brandegee